# 楊乃時
楊 乃時（よう ないじ/よう だいじ、1888年1月 – 没年不詳）は、中華民国・満洲国の官僚。別号は雪門。

## 事績
奉天法政専門学校を卒業。中華民国時代は奉天高等審判長主任書記官、松北市政局鉄路専員、黒竜江省鶴崗県煤鉱公司工務科長、黒竜江省官銀号稽核呼海鉄路公司秘書を歴任した。
1932年（大同元年）の満洲国建国前後に黒竜江省財政庁秘書となる。同年8月に竜江県長となり、その後にチチハル市長に起用される。1938年（康徳5年）7月、竜江省民生庁長となり、翌1939年（康徳6年）4月、吉林省税務監督署長に移る。その後、地政総局長に任命され、1943年（康徳10年）9月13日、通化省長に移り、満洲国崩壊までつとめた。
満洲国崩壊後における楊乃時の行方は不詳となっている。